# Kralupy nad Vltavou
Kralupy nad Vltavou là một thị trấn thuộc huyện Mělník, vùng Středočeský, Cộng hòa Séc.